# Hyalonema elegans
Hyalonema elegans är en svampdjursart som först beskrevs av Schulze 1886.  Hyalonema elegans ingår i släktet Hyalonema och familjen Hyalonematidae. Inga underarter finns listade i Catalogue of Life.